# Primas Galie

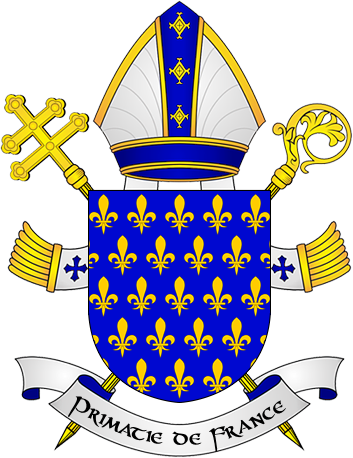
Znak galského primátu

Titul primas Galie přísluší arcibiskupům z Lyonu. Spolu s rouenským arcibiskupem a biskupem z Nancy-Toul se jedná o jednoho ze tří biskupů s titulem primas na území Francie. Z titulu nevyplývá žádná jurisdikce, jedná se o čestné postavení mezi ostatními francouzskými arcibiskupy. Dne 22. října 2020 byl jmenován Mons. Olivier de Germay novým arcibiskupem lyonským.

## Historie
Když se stalo křesťanství státním náboženstvím římské říše, byla s postupující christianizací zakládána biskupství v jejích velkých městech. V Lyonu (Auvergne-Rhône-Alpes), někdejším římském Lugdunu, bylo biskupství založeno již v průběhu 2. a na arcibiskupství bylo povýšeno v 3. století. Starobylým (arci)diecézím byl v některých případech pro zdůraznění jejich významu udělován tzv. primát, čestné postavení mezi ostatními biskupstvími, v dané církevní provincii, regionu nebo státu. Papež Řehoř VII. vytvořil titul galského primase papežskou bulou 19. dubna 1079.
V roce 2020 byla funkce arcibiskupa lyonského-primase Galie uprázdněna (tzv. sedisvakance). Ustanoven byl apoštolský administrátor lyonský Mons. Dubost, který však nebyl ustanoven arcibiskupem, ani primasem. Dne 22. října 2020 byl jmenován Mons. Olivier de Germay novým řádným arcibiskupem lyonským.

## Primas Galie

### Právní vymezení
Lyonskému arcibiskupovi náleží titul metropolity církevní provincie, z čehož mu plynu nárok na užívání pallia, podle CIC kán. 435-438, titul primase pak upravuje kán. 439.

### Heraldika
V rámci církevní heraldiky využívá primas Galie schéma znaku pro patriarchu/primase. V drtivé většině případů je však užito kardinálské schéma.

### Kardinálové
Lyonští arcibiskupové byli pravidelně jmenováni kardinály. Například mezi lety 1802–2020 byl z řádných arcibiskupů pouze jeden, který nebyl kreován kardinálem a dva apoštolští administrátoři. 
Papež František jednou ze svých reforem omezil udělování kardinálského titulu na základě zastávaného úřadu. Mons. de Germay zatím kardinálem jmenován nebyl (k r. 2023). 

### Liturgie
V liturgickém průvodu je postaven naroveň patriarchům. V rámci římskokatolické církve ve Francii je primas Galie nejvyšší církevní dignitou.

## Galerie

Prázdné schéma znaku primase Galie, který není kardinálem (zelené galero, patnáct střapců, patriarchální kříž
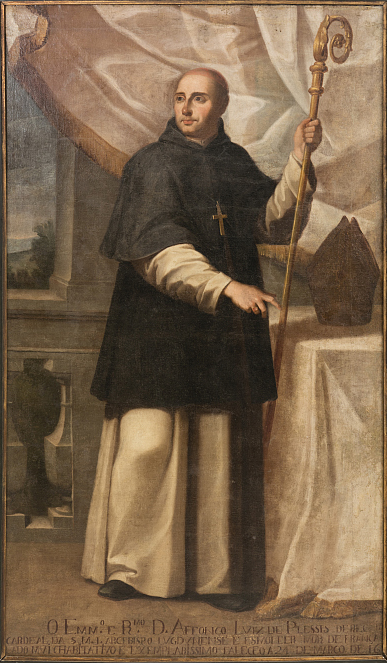
Alphonse-Louis de Richelieu, kardinál, primas Galie v letech 1628-1653
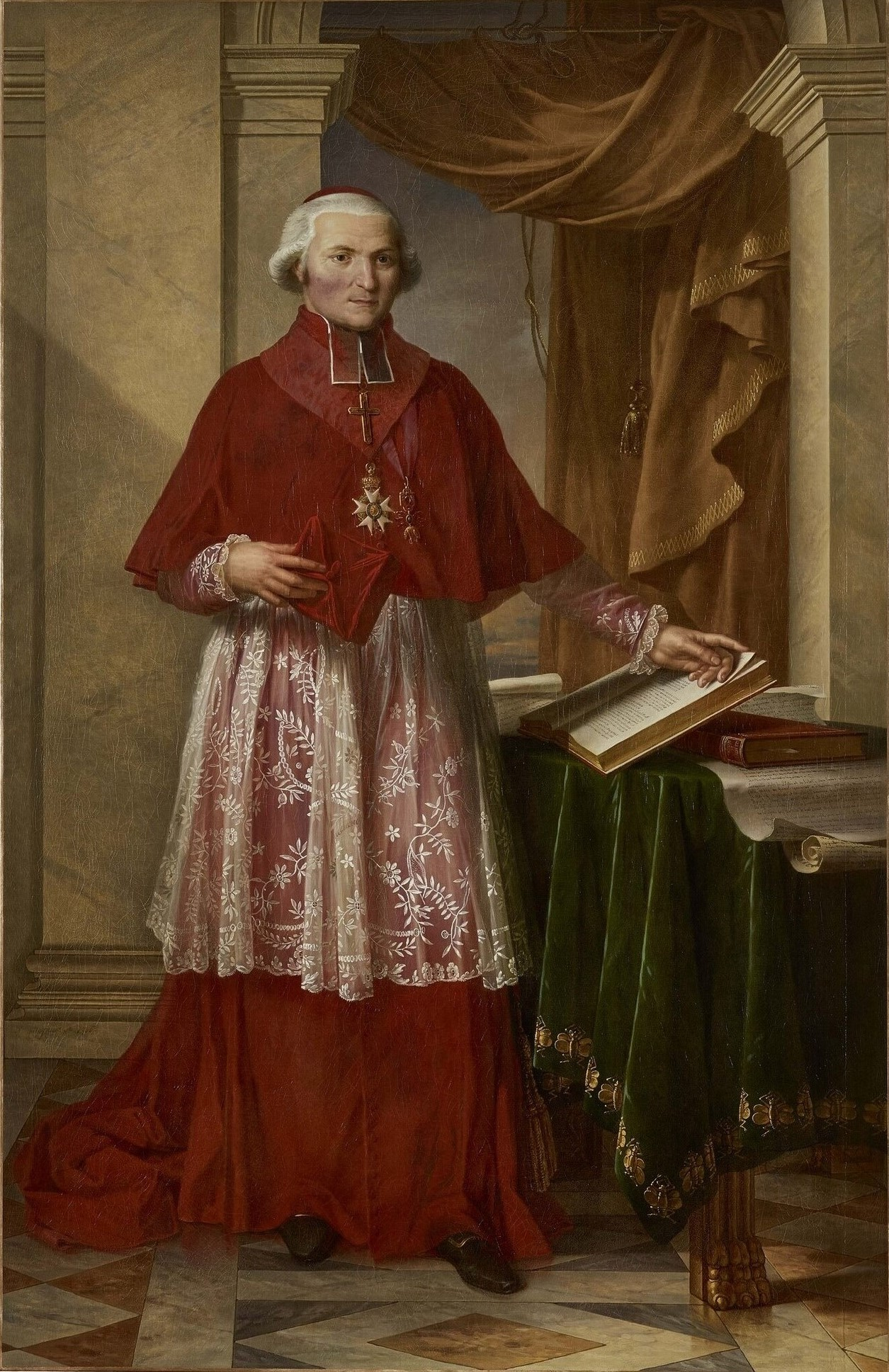
Joseph Fesch, kardinál, primas Galie v letech 1802-1839
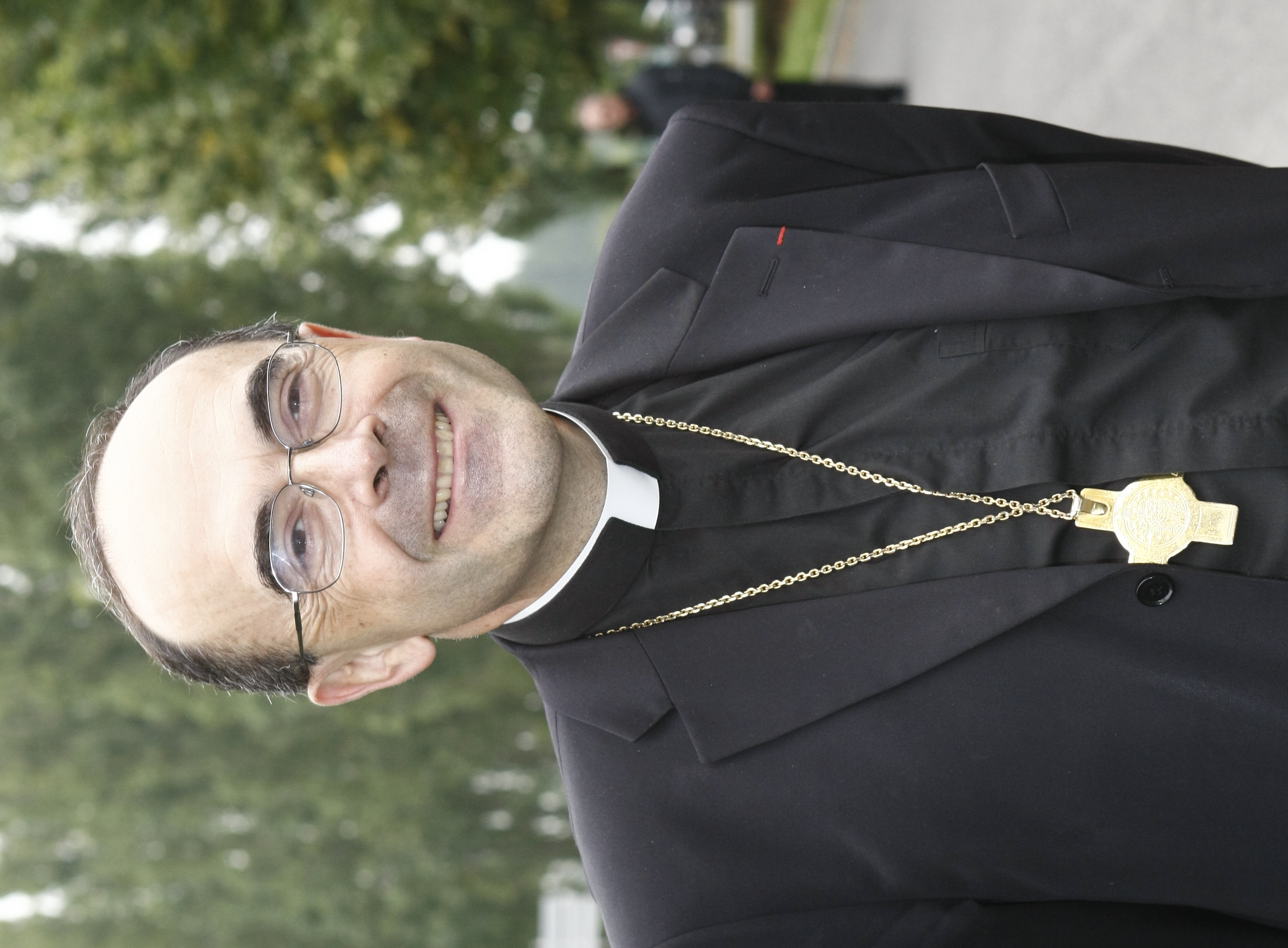
Philippe Barbarin, kardinál, primas Galie v letech 2002-2020